# Hố ga

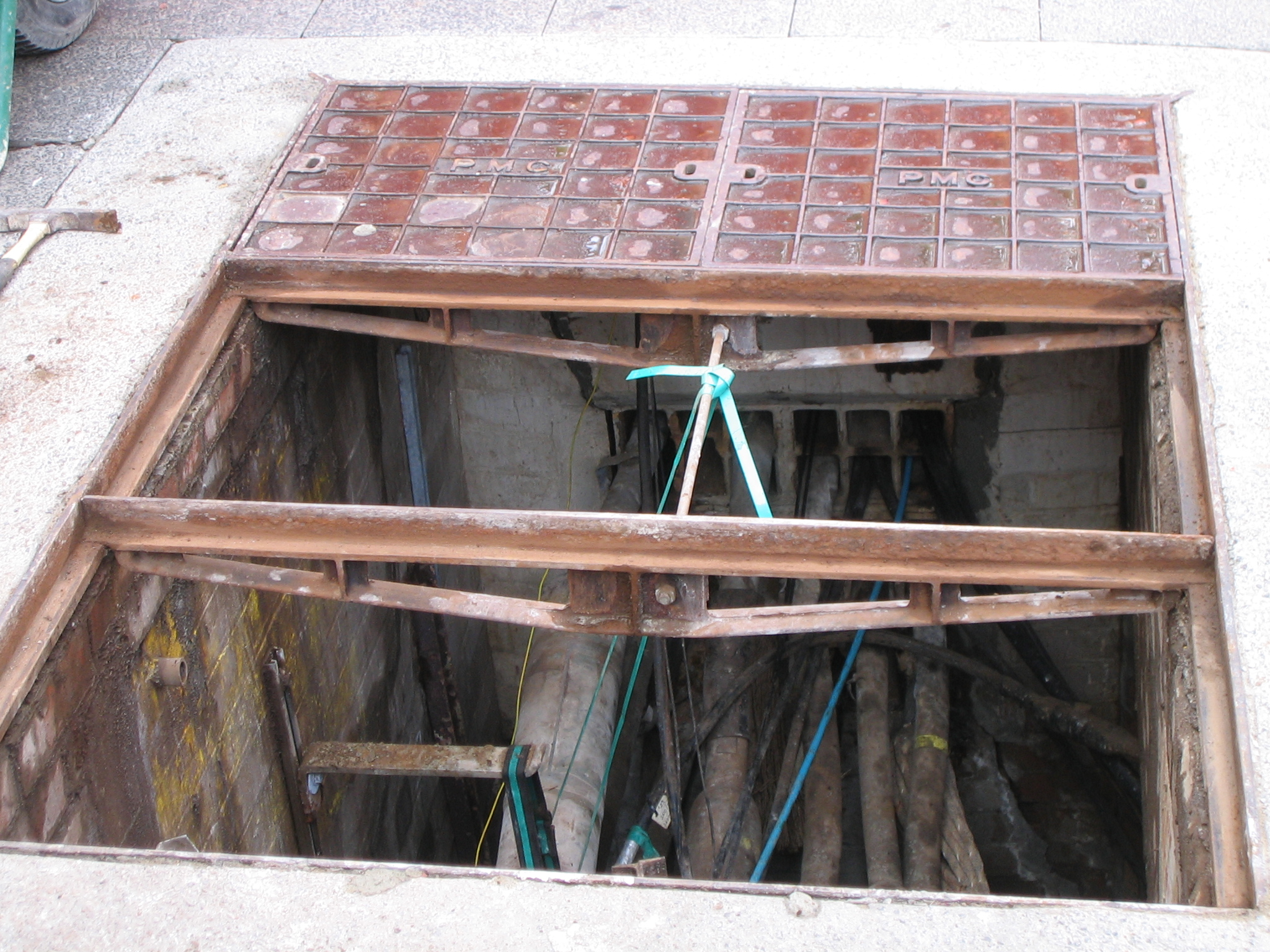
PMG hố ga trên phố tại Perth, Western Australia.

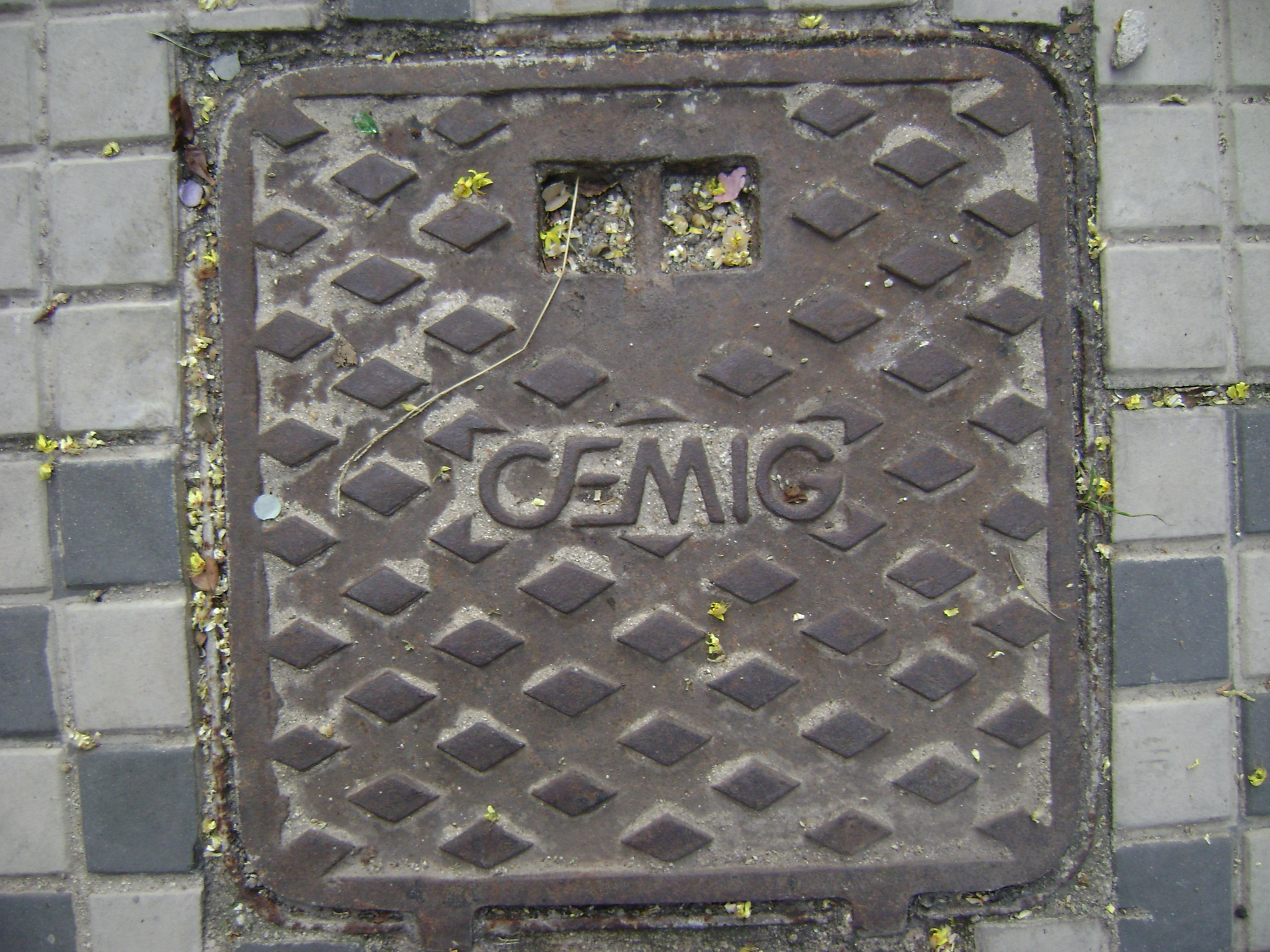
Hố ga ở Belo Horizonte, Brazil.

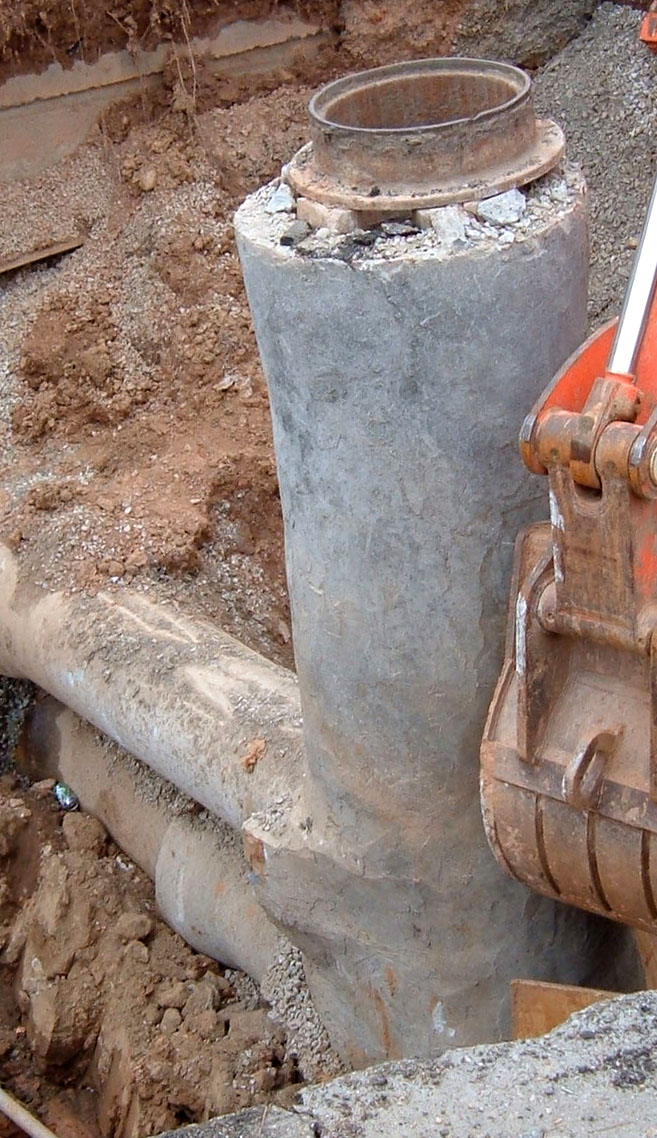
This is a sewer manhole, exposed during construction. Typically, only the top ring and manhole cover (not pictured) would be visible.

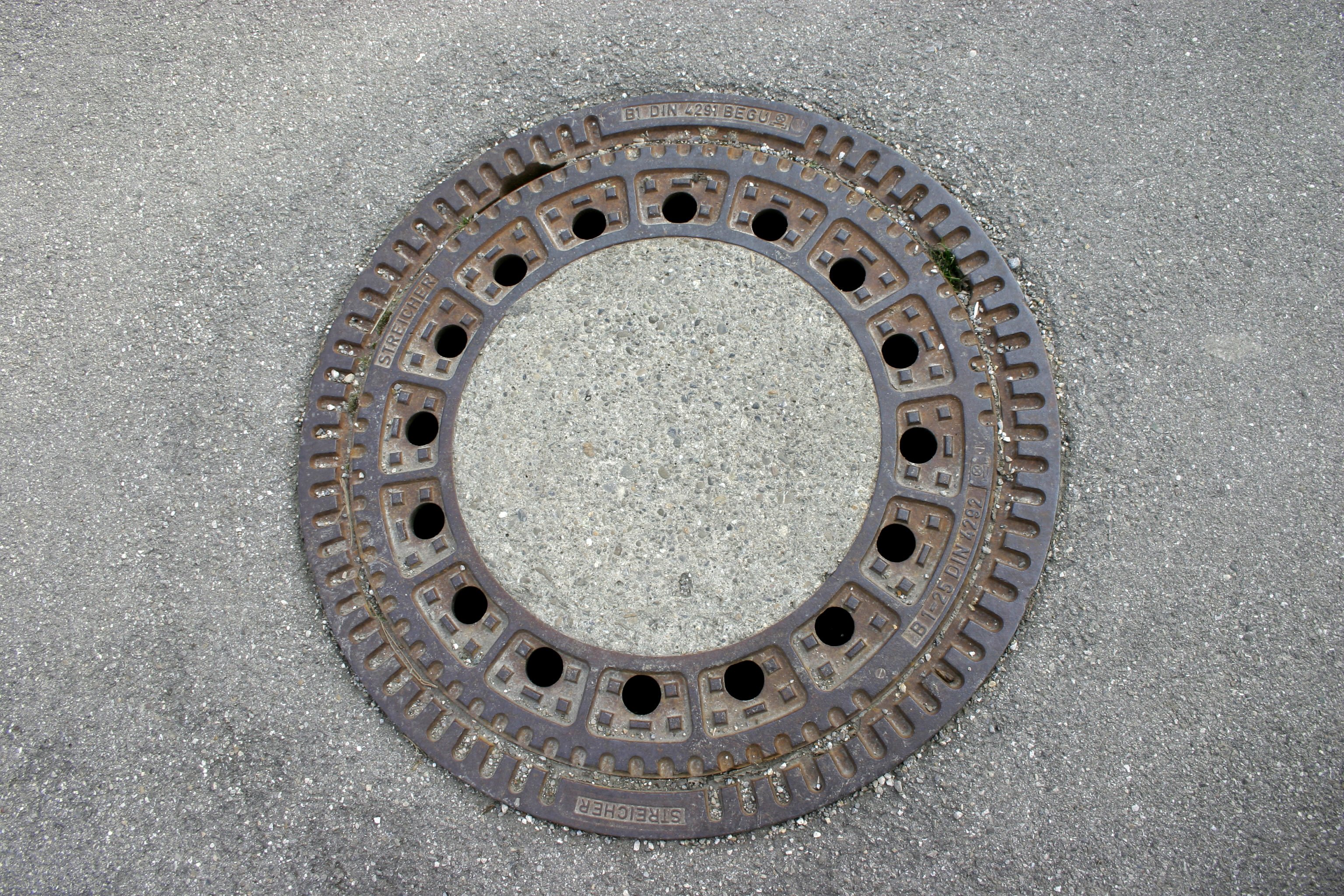
Manhole cover of precast concrete in Đức

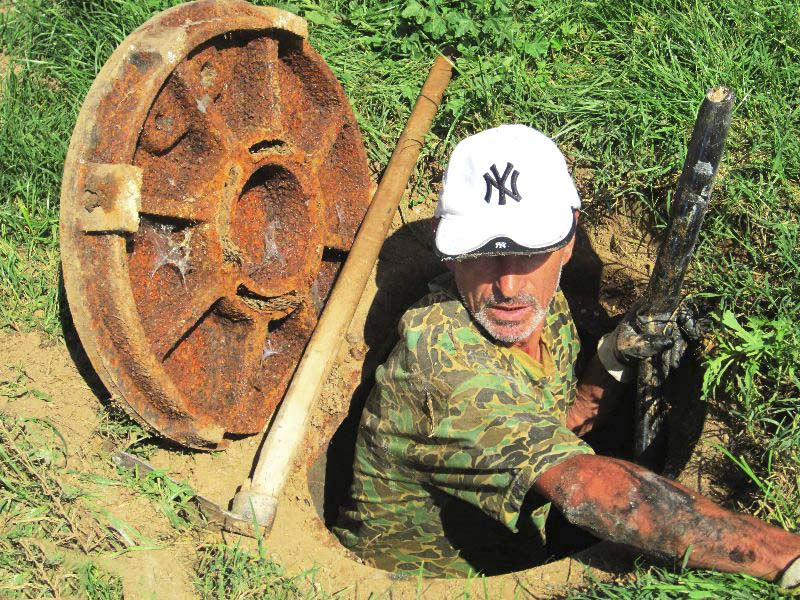
Manhole being used to access sewer

Hố ga là một bộ phận trong xây dựng phần hạ tầng của hệ thống thoát nước. Nhiệm vụ của nó là nơi tập trung, luân chuyển nước đồng thời khoảng không gian dưới đáy có tác dụng lắng đọng các vật chất (rác thải, bùn...) để dòng nước chảy ra ngoài hố ga được trong sạch hơn.